# Congrés General del Poble (Iemen)
El Congrés General del Poble (en àrab: المؤتمر الشعبي العام; literalment: al-Mu'tamar ash-Sha'bi al-'Amm) és un partit polític del Iemen. Durant més de dues dècades anys ha estat la principal formació del país, i domina completament la seva vida política en controlar l'Assemblea de Representants i la presidència de la república.
A les darreres eleccions legislatives, que van tenir lloc el 27 d'abril de 2003, el partit va aconseguir el 58% dels vots i 238 escons dels 301 en joc. Més recentment, a les eleccions presidencials de 2006, el candidat de la formació, Ali Abdallah al-Salih, va vèncer en obtenir més del 77% dels vots.
Després que Ali Abdallah al-Salih es va veure obligat a dimitir com a resultat de la revolució iemenita, Abdrabbuh Mansur Hadi del partit va ser escollit com el seu successor.

### Guerra Civil iemenita
La guerra civil va començar el setembre de 2014 quan Ali Abdallah al-Salih va intentar recuperar el poder sobre el país i el CGP, i reunint una gran part del GPC es va posar del costat dels huthis i va dividir efectivament el partit en una facció pro-Abdrabbuh Mansur Hadi i una altra pro al-Saleh. Les forces houthis van prendre el control de la capital, Sanaa, que es van repartir amb les forces del CGP d'al-Salih, a la qual va seguir una ràpida presa de possessió del govern houthi. El 21 de març de 2015, el Comitè Revolucionari Suprem liderat pels houthis va declarar una mobilització general per enderrocar l'aleshores president Hadi i ampliar el seu control a les províncies del sud. L'ofensiva houthi, aliada amb les forces militars lleials a l'antic president al-Salih va prendre el 25 de març Lahij, Taizz i van arribar als afores d'Aden, la seu del poder del govern d'Hadi, que va fugir del país mentre una coalició liderada per l'Aràbia Saudita va llançar operacions militars utilitzant atacs aeris expulsant els houthis i al-Salih d'Aden i Marib, al nord-est de Sanaa, restaurant l'antic govern iemenita i solidificant la línia de front. Els Estats Units d'Amèrica van proveir aquesta campanya de suport logístic i intel·ligència militar. Tot i que no hi ha hagut una intervenció directa del govern iranià al Iemen, la guerra civil és àmpliament considerada com a part del conflicte de poder entre l'Iran i l'Aràbia Saudita. L'aliança entre al-Salih i els huthis va acabar quan el desembre de 2017 al-Salih va trencar amb els huthis i es va posar del costat dels seus antics enemics Aràbia Saudita, els Emirats Àrabs Units i el president Hadi, i van esclatar els combats entre els huthis i les forces lleials a al-Salih quan la coalició liderada per l'Aràbia Saudita va començar a bombardejar zones huthis, i finalment va provocar la mort de al-Salih i la presa de control de Sanaa el 4 de desembre de 2017. Una gran part del CGP va jurar lleialtat als Houthis i va escollir Sadeq Ameen Abu Rass com a nou president, i els elements del CGP que es van mantenir lleials a la família d'al-Salih es van retirar a les zones controlades per Hadi i van començar a reconstruir la seva força militar per lluitar contra els huthis.